# Oficina de Investigaciones Especiales
La Oficina de Investigaciones Especiales (en inglés Office of Special Investigations) era una unidad dentro de la División Criminal del Departamento de Justicia de los Estados Unidos. Su propósito era detectar e investigar a las personas que participaron en actos patrocinados por los gobiernos cometidos en violación del derecho internacional público, tales como los crímenes de lesa humanidad.
En 2010, la Oficina se fusionó con la Sección de Seguridad Doméstica para formar una nueva unidad de la División Criminal: los Derechos Humanos y la Sección Fiscal Especial. Un informe redactado sobre el trabajo de la oficina fue publicado en los Archivos de Seguridad Nacional después de una petición de la FOIA. Un informe completo se filtró a el New York Times, y de acuerdo con David Sobel, las acciones eran "sin justificación legal".

## Historia
El trabajo de la OSI se centró principalmente en las acciones de los nazis, antes y durante la Segunda Guerra Mundial, y que posteriormente se introdujeron, o procuraron entrar, a los Estados Unidos de manera ilegal o fraudulenta, por lo que se tomaron medidas legales para su exclusión, desnaturalización (revocación de la Nacionalidad estadounidense), y/o deportación. A partir de agosto de 2005, la OSI ha enjuiciado con éxito a 100 personas involucradas en crímenes de guerra nazi. Estas personas se han desnaturalizado y/o han sido deportados de los Estados Unidos. Muchos de ellos habían vivido en los EE. UU. durante décadas y llevado vidas anónimas. Por ejemplo, Adam Friedrich había vivido en los Estados Unidos desde 1955 y fue ciudadano desde 1962 antes de que la OSI encontrara que había sido miembro de la Waffen-SS asignado como guardia de la prisión en el Campo de concentración de Gross-Rosen. Fue desnaturalizado en 2004, pero murió en 2006 antes de que pudiera ser deportado.
El número de nazis en los Estados Unidos y en el mundo se ha reducido rápidamente a través de la mortalidad natural. Por lo tanto, la misión de la OSI se movió en sus últimos años de centrarse estrictamente en delincuentes de la II Guerra Mundial para buscar y procesar a los criminales de guerra de los conflictos en Bosnia, Serbia, Ruanda y Darfur que han buscado refugio en los Estados Unidos.